# Gerrit Davidse
Gerrit Davidse (1942) is een Amerikaanse botanicus.
In 1965 behaalde hij zijn B.Sc. aan Calvin College. In 1968 behaalde hij zijn M.Sc. aan de Utah State University. In 1972 behaalde hij zijn Ph.D. aan de Iowa State University.
Davidse is adjunct-professor bij de Washington University. Hij is als conservator verbonden aan de Missouri Botanical Garden. Hier heeft hij de titel 'John S. Lehmann Curator of Grasses'. Hij houdt zich bezig met onderzoek naar de taxonomie van de grassenfamilie (Poaceae) en de cypergrassenfamilie (Cyperaceae). Tevens houdt hij zich bezig met floristiek, botanische nomenclatuur en cytologie van grassen.
Davidse is co-redacteur van de Flora Mesoamericana, een beschrijving van de flora van Meso-Amerika. Ook is hij co-redacteur van de Catalogue of New World Grasses (CNWG), die een overzicht geeft van de grassen die voorkomen in de Nieuwe Wereld. Tevens is hij verbonden aan de Organization for Flora Neotropica (OFN), een organisatie die als doel heeft om een gepubliceerd overzicht te geven van de flora van de neotropen. Hij is lid van de American Society of Plant Taxonomists en de Botanical Society of America.
Davidse is (mede)auteur van artikelen in wetenschappelijke tijdschriften als American Journal of Botany, Annals of the Missouri Botanical Garden, Novon, Systematic Botany en Taxon. Hij is (mede)auteur van meer dan honderd botanische namen.